# Józef Witkowski (inżynier)
Józef Kornel Witkowski herbu Nowina (ur. 25 listopada 1855 w Warszawie, zm. 14 kwietnia 1917 w Łodzi) – polski inżynier, kartograf, dyrektor Kolei Elektrycznej Łódzkiej.

## Życiorys
Był naczelnikiem i kierownikiem urządzeń telegraficznych w Kolei Nadwiślańskiej, następnie także inżynierem firmy AEG w Berlinie, dla której realizował budowy sieci tramwajowych (projektował je m.in. w Hiszpanii). Do Łodzi przyjechał w 1898 roku, celem stworzenia planu łódzkiej sieci tramwajowej i kierowania jej budową. 22 grudnia 1900 roku został powołany na stanowisko dyrektora Kolei Elektrycznej Łódzkiej, pełniąc tę funkcję do końca życia.
Działał również na rzecz budowy gmachu Szkoły Zgromadzenia Kupców w Łodzi, a także należał do jej Rady Opiekuńczej, ponadto był inicjatorem powstania tzw. „Tramwajówki”, czyli Szkoły Elementarnej dla dzieci pracowników Kolei Elektrycznej Łódzkiej, założonej przez Koleje Elektryczne Łódzkie. Był także współzałożycielem i wieloletnim prezesem Stowarzyszenia Techników w Łodzi (protoplasty łódzkiego oddziału Naczelnej Organizacji Technicznej) oraz współpracował z Muzeum Przemysłu i Rolnictwa w Warszawie, był członkiem Rady Szkolnej i komisji ds. kanalizacji miasta przy Magistracie miasta Łodzi, inicjatorem powstania jedynej wówczas stacji meteorologicznej w Łodzi, którą utworzono na terenie zajezdni tramwajowej przy ul. Tramwajowej. Był autorem (wydanych) planów miasta Łodzi oraz map fizycznych Królestwa Polskiego i prac z zakresu fizjografii i hydrografii, przekazanych Warszawskiemu Towarzystwu Naukowemu. Publikował na łamach „Pamiętnika Fizjograficznego”.
W spadku swoje księgozbioru przekazał Towarzystwu Biblioteki Publicznej w Łodzi oraz Szkole Zgromadzenia Kupców w Łodzi.

### Życie prywatne
Mieszkał przy ul. Skwerowej 18 (obecnie ul. Polskiej Organizacji Wojskowej) w Łodzi.
Został pochowany na cmentarzu Powązkowskim w Warszawie (kwatera 26, rząd 3, miejsce 4,5).